# أوتو إردمان (رسام)
أوتو إردمان (بالألمانية: Otto Erdmann)‏ هو رسام ألماني، ولد في 7 ديسمبر 1834 في لايبزيغ في ألمانيا، وتوفي في 9 ديسمبر 1905 في دوسلدورف في ألمانيا.